# ساسكيا ريفز
ساسكيا ريفز (بالإنجليزية: Saskia Reeves)‏ هي ممثلة بريطانية، ولدت في 16 أغسطس 1961 في المملكة المتحدة.

## أعمال

### أفلام
- (1999) ترنيمة عيد الميلاد
- (2013) شبق[4]

### مسلسلات
- لوثر

## وصلات خارجية
- ساسكيا ريفز على موقع IMDb (الإنجليزية)
- ساسكيا ريفز على موقع روتن توميتوز (الإنجليزية)
- ساسكيا ريفز على موقع قاعدة بيانات الأفلام العربية
- ساسكيا ريفز على موقع ألو سيني (الفرنسية)
- ساسكيا ريفز على موقع أول موفي (الإنجليزية)
- ساسكيا ريفز على موقع قاعدة بيانات الأفلام السويدية (السويدية)
- ساسكيا ريفز على موقع قاعدة بيانات الفيلم (الإنجليزية)
- ساسكيا ريفز على موقع كينوبويسك (الروسية)